# Lady Violet
Pour les personnes ayant le même prénom, voir Violet (homonymie).
Lady Violet, de son vrai nom Francesca Messina née le 10 septembre 1972 à Florence, est une chanteuse italienne.
Elle tire son nom de la même fleur. Elle possède également des origines nobles d'une longue lignée de florentins. Elle enregistre Inside to Outside, une reprise de Limahl, après avoir été repérée par un producteur.

## Discographie

### Singles
- 1999 : Inside to Outside
- 1999 : Lovin' you baby
- 2000 : Beautiful world
- 2001 : Calling your name
- 2001 : Feelin' alright
- 2001 : No way no time
- 2002 : In your mind
- 2004 : Dancing for love